# Angela Kang
Angela Kang es una escritora estadounidense que trabaja como escritora y editor de historias en la serie The Walking Dead. A partir de la novena temporada pasó a convertirse en la nueva showrunner de la serie, en reemplazo de Scott M. Gimple.
Entre sus otros trabajos se encuentran series como Terriers, Slow Pitch in Relief, entre otros.

## Episodios escritos

### Temporada 2
- Secrets (2x06)
- Judge, Jury, Executioner (2x11)

### Temporada 3
- Say The Word (3x05)

### Temporada 4
- Infected (4x02)
- Still (4x12)
- A (4x16)*en conjunto con Scott M. Gimple.

### Temporada 5
- Four Walls And A Roof (5x03)*en conjunto con Corey Reed.
- Coda (5x08)
- Try (5x15)

### Temporada 6
- Thank You (6x03)
- The Next World (6x10)*en conjunto con Corey Reed.
- The Same Boat (6x13)

### Temporada 7
- The Cell (7x03)
- Sing Me A Song (7x07)*en conjunto con Corey Reed.
- Rock In The Road (7x09)
- The Other Side (7x14)
- The First Day Of The Rest Of Your Life (7x16)*en conjunto con Scott M. Gimple & Matt Negrete

### Temporada 8
- The Big Scary U (8x05)*en conjunto con Scott M. Gimple & David Leslie Johnson.
- The King, The Widow, And Rick  (8x06)*en conjunto con Corey Reed.
- How It's Gotta Be  (8x08)*en conjunto con David Leslie Johnson.
- Wrath (8x16)*en conjunto con  Scott M. Gimple & Matt Negrete